# Lissage (mathématiques)
Pour les articles homonymes, voir Lissage.

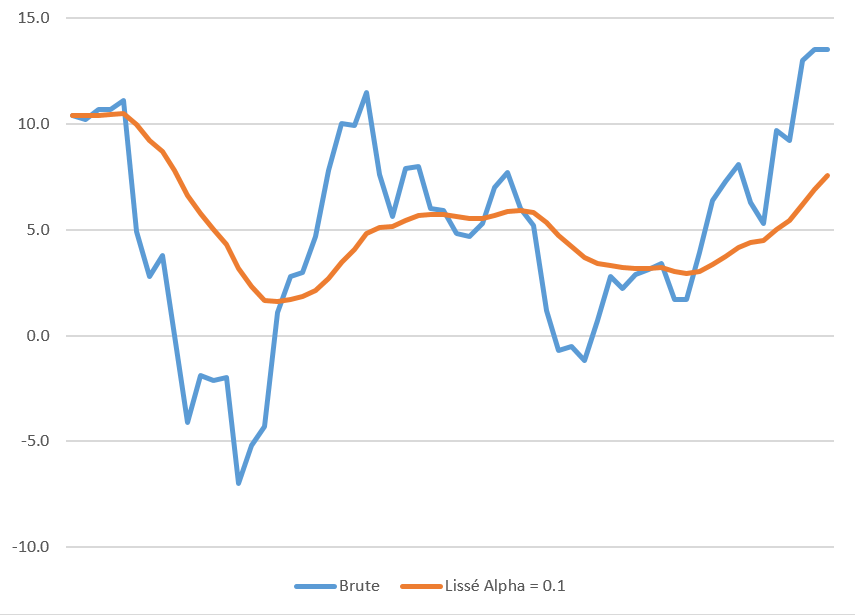
Exemple de lissage d'une courbe. La courbe bleue joint des données brutes de la température moyenne quotidienne à la station météo de Paris-Montsouris (France) du 1960/01/01 au 1960/02/29. La courbe orange est obtenue avec un lissage exponentiel simple et un facteur alpha = 0.1.

Le lissage est une technique qui consiste à réduire les irrégularités et singularités d'une courbe en mathématiques. Cette technique est utilisée en traitement du signal pour atténuer ce qui peut être considéré comme une perturbation ou un bruit de mesure.
Le lissage est une méthode de régression, en général de régression non paramétrique.

## Comparaison avec l'ajustement de courbe
Le lissage peut se distinguer de l'ajustement de courbe, bien que les principes soient semblables :
- l'ajustement de courbe implique souvent l'utilisation d'une fonction explicite appliquée aux données, alors que les résultats obtenus par lissage sont une forme "régularisée" des valeurs sans réutilisation de la fonction de lissage ;
- l'objectif du lissage est de donner une représentation des tendances lentes d'évolution des données sans s'attacher à suivre les valeurs, alors que l'ajustement de courbe cherche au contraire à en être aussi proche de possible ;
- le lissage va dépendre d'un seul paramètre de contrôle qui va étendre ou réduire l'intensité du processus, alors que l'ajustement de courbe va se baser sur les données seules pour trouver la "meilleure" forme.

## Filtrage linéaire
Dans le cas où les valeurs lissées peuvent être écrites comme une transformation linéaire des données observées, l'opération de lissage est alors appelée filtrage linéaire ; la matrice de la transformation est alors appelée matrice de lissage ou matrice de projection.
Une telle transformation linéaire est appelée convolution, ainsi la matrice est aussi appelée matrice de convolution ou noyau de convolution. Dans le cas de série vectorielle (au lieu d'une image multi-dimensionnelle), le noyau de convolution est un vecteur unidimensionnel.

## Algorithmes de lissage
L'un des algorithmes les plus courants est la moyenne mobile, souvent utilisée pour tenter de saisir des tendances importantes dans des enquêtes statistiques répétées. Dans le traitement de l'image et la vision par ordinateur, les idées de lissage sont utilisées dans les représentations de l'espace d'échelle. L'algorithme de lissage le plus simple est la moyenne glissante rectangulaire ou moyenne glissante non pondérée, qui remplace chaque point du signal par la moyenne de m points adjacents, où m est un nombre entier positif, le plus souvent impair, appelé « largeur du lissage ». Le lissage triangulaire est semblable au lissage rectangulaire, sauf qu'il met en œuvre une fonction de lissage pondérée.
Voici quelques types de lissage et de filtre spécifiques, avec leurs utilisations, avantages et inconvénients respectifs :
| Algorithme                                                                 | Vue d'ensemble et utilisations | Avantages | Inconvénients |
| -------------------------------------------------------------------------- | --- | --- | --- |
| Lissage additif                                                            | Utilisé pour lisser les données catégorielles. | | |
| Filtre de Butterworth                                                      | Bande passante plus lente que celle d'un filtre de Chebyshev de type I/type II ou d'un filtre elliptique | - Réponse en phase plus linéaire dans la bande passante que les filtres de Chebyshev de type I/type II et les filtres elliptiques. - Conçu pour avoir une réponse en fréquence aussi plate que possible dans la bande passante. | - Nécessite un ordre plus élevé pour mettre en œuvre une spécification de bande d'arrêt particulière.                                                                                          |
| Filtre de Chebyshev                                                        | A une décroissance plus forte et plus d'ondulation dans la bande passante (type I) ou dans la bande d'arrêt (type II) que les filtres de Butterworth. | - Minimise l'erreur entre la caractéristique idéalisée et la caractéristique réelle du filtre sur la plage du filtre. | - Contient des ondulations dans la bande passante. |
| Filtre numérique                                                           | Utilisé sur un signal échantillonné à temps discret pour réduire ou améliorer certains aspects de ce signal. | | |
| Filtre elliptique                                                          | | | |
| Lissage exponentiel                                                        | - Utilisé pour réduire les irrégularités (fluctuations aléatoires) dans les données de séries temporelles, ce qui permet d'obtenir une vision plus claire du véritable comportement sous-jacent de la série. - Constitue également un moyen efficace de prédire les valeurs futures de la série temporelle (prévision). | | |
| Filtre de Kalman                                                           | - Utilise une série de mesures observées au fil du temps, contenant le bruit statistique et d'autres inexactitudes en estimant une distribution de probabilité conjointe sur les variables pour chaque période. | Les estimations de variables inconnues qu'il produit tendent à être plus précises que celles basées sur une seule mesure. | |
| Lisseur à noyau                                                            | - utilisé pour estimer une fonction à valeur réelle en tant que moyenne pondérée des données observées voisines. - méthode la plus appropriée lorsque la dimension du prédicteur est faible (p < 3), par exemple pour la visualisation des données. | La fonction estimée est lisse, et le niveau de lissage est fixé par un seul paramètre. | |
| Filtre de Kolmogorov-Zurbenko                                              | - Un type de filtre passe-bas. - Utilise une série d'itérations d'un filtre de moyenne mobile de longueur m, où m est un nombre entier impair positif. | - Robuste et presque optimal - Les performances sont bonnes dans un environnement de données manquantes, en particulier dans le temps et l'espace multidimensionnels où les données manquantes peuvent causer des problèmes liés à la rareté spatiale. - Les deux paramètres ont chacun une interprétation claire, de sorte qu'ils peuvent être facilement adoptés par des spécialistes de différents domaines. - Des implémentations logicielles pour les séries temporelles, les données longitudinales et spatiales ont été développées dans le progiciel statistique populaire R, ce qui facilite l'utilisation du filtre KZ et de ses extensions dans différents domaines. | |
| Lissage laplacien                                                          | Algorithme de lissage d'un maillage polygonal,. | | |
| Régression locale, également connue sous le nom de « loess » ou « lowess » | Généralisation de la moyenne mobile et de la régression polynomiale. | - L'adaptation de modèles simples à des sous-ensembles localisés de données pour construire une fonction qui décrit la partie déterministe de la variation des données, point par point. - L'un des principaux attraits de cette méthode est que l'analyste de données n'est pas tenu de spécifier une fonction globale de quelque forme que ce soit pour ajuster un modèle aux données, mais seulement d'ajuster des segments de données. | - Augmentation des calculs. En raison de son intensité de calcul, LOESS aurait été pratiquement impossible à utiliser à l'époque où la régression par les moindres carrés a été mise au point. |
| Filtre passe-bas                                                           | - Un filtre qui laisse passer les signaux dont la fréquence est inférieure à une fréquence de coupure sélectionnée et atténue les signaux dont la fréquence est supérieure à la fréquence de coupure. - Utilisé pour la réalisation en temps continu et en temps discret. | | |
| Moyenne mobile                                                             | - Les données de l'enquête sur l'emploi et le chômage sont des données de l'enquête sur l'emploi et le chômage, qui sont des données de l'enquête sur l'emploi et le chômage. - Technique de lissage utilisée pour rendre plus claires les tendances à long terme d'une série temporelle. - Le premier élément de la moyenne mobile est obtenu en prenant la moyenne du sous-ensemble fixe initial de la série de nombres. - Le premier élément de la moyenne mobile est obtenu en prenant la moyenne d'un sous-ensemble initial fixe de la série de nombres. | - La moyenne mobile a été ajustée pour tenir compte des composantes saisonnières ou cycliques d'une série temporelle. | |
| Algorithme de Ramer-Douglas-Peucker                                        | Décime une courbe composée de segments de droite en une courbe similaire comportant moins de points. | | |
| Filtre de lissage de Savitzky-Golay                                        | - basé sur l'ajustement par les moindres carrés de polynômes de segments de données | | |
| Spline de lissage                                                          | | | |
| Méthode de la grille étirée (streched grid method)                         | - méthode numérique pour trouver des solutions approchées à divers problèmes mathématiques et d'ingénierie qui peuvent être liés au comportement d'une grille élastique. - Les météorologues utilisent la méthode de la grille étirée pour les prévisions météorologiques. - les ingénieurs utilisent la méthode de la grille étirée pour concevoir des tentes et d'autres structures tendues. | | |